# Пономарь, Иван Антонович
Иван Антонович Пономарь (29.06.1918, Гайворон — 17.05.1981, Минская область) — механик-водитель командирского танка «Т-34»; старший моторист-регулировщик 28-й отдельной гвардейской танковой бригады, гвардии старшина.

## Биография
Родился 29 июня 1918 года в деревне Гайворон (ныне в Бахмачском районе Черниговской области) в крестьянской семье. Украинец. Окончил начальную школу. Работал в колхозе.
В Красной Армии с 1938 по 1940 годы и с июня 1941 года. На фронте в Великую Отечественную войну с сентября 1942 года.
Механик-водитель командирского танка «Т-34» 28-й отдельной гвардейской танковой бригады гвардии старший сержант Иван Пономарь 23 июня 1944 года в бою за областной центр Белоруссии город Витебск одним из первых на своём танке ворвался в расположение неприятеля. Экипаж нанёс значительный урон живой силе противника, вывел из строя артиллерийское орудие, сжёг несколько автомашин и бронетранспортёров.
Приказом по 28-й отдельной гвардейской танковой бригаде от 26 июня 1944 года за мужество и отвагу проявленные в боях гвардии старший сержант Пономарь Иван Антонович награждён орденом Славы 3-й степени.
6 октября 1944 года в бою в районе литовского города Юрбаркас танковый экипаж «тридцатьчетвёрки» командира 28-й отдельной гвардейской танковой бригады истребил свыше полутора десятков противников, подавил огонь трёх орудий и пяти пулемётных точек, разбил снарядами три дзота и несколько блиндажей. В этом была немалая заслуга механика-водителя боевой машины гвардии старшего сержанта Ивана Пономаря.
Приказом по 39-й армии от 17 ноября 1944 года за мужество и отвагу проявленные в боях гвардии старший сержант Пономарь Иван Антонович награждён орденом Славы 2-й степени.
Старший моторист-регулировщик 28-й отдельной гвардейской танковой бригады гвардии старшина Иван Пономарь 19-20 января 1945 года в боях за город Гросс-Скайсгиррен, отражая вражескую контратаку, уничтожил до десяти противников.
Указом Президиума Верховного Совета СССР от 19 апреля 1945 года за образцовое выполнение заданий командования в боях с немецко-вражескими захватчиками гвардии старшина Пономарь Иван Антонович награждён орденом Славы 1-й степени, став полным кавалером ордена Славы.
Всего за годы войны воин-танкист провёл за рычагами танка три тысячи часов, пройдя по полям сражений тысячи километров.
24 июня 1945 года гвардии старшина Пономарь И. А. участвовал в историческом Параде Победы на Красной площади в Москве. Член ВКП/КПСС с 1945 года. После войны продолжал службу в армии. В 1947 году гвардии старшина Пономарь уволен в запас.
Проживал в деревне Житьково Борисовского района Минской области Белоруссии, работал в колхозе. Участвовал в съёмке документального кинофильма «Шёл солдат» по сценарию известного советского поэта, писателя и драматурга Константина Симонова. Скончался 17 мая 1981 года.
Награждён орденами Красной Звезды, Славы 1-й, 2-й и 3-й степени, медалями.